# Acacia edgeworthii
Acacia edgeworthii là một loài thực vật có hoa trong họ Đậu. Loài này được T.Anderson miêu tả khoa học đầu tiên.